# Plateforme de glace de Getz
La plateforme de glace de Getz est une plateforme de glace d'Antarctique occidental. Longue d'environ 500 km et large de 30 à 100 km, elle s'étend le long de la côte de Hobbs et la côte de Bakutis entre les hauts de McDonald (en) et la péninsule de Martin. Plusieurs îles de taille notable sont incluses dans la glace à ce niveau.
La partie de la plateforme située à l'ouest de l'île Siple a été découverte par l'U.S. Antarctic Service en décembre 1940 puis nommée en l'honneur de George F. Getz de Chicago, qui avait aidé à fournir l'hydravion pour l'expédition. La plateforme a été cartographiée par la marine américaine en partie en 1946-47, puis en 1962-65.
Des mesures de température et de salinité réalisées de 1994 à 2010 montrent que la barrière de Getz est sujette à davantage de changements océanographiques que les autres barrières de glace de l'Antarctique. Sous la couche d'eaux froides superficielles, la thermocline est remontée d'environ 200 m entre 2000 et 2007. La vitesse de fonte calculée pour cette barrière de glace s'élève entre 1,1 et 4,1 m de glace par an, ce qui fait de Getz la principale source d'eau douce dans l'océan Austral.